# 29К
29К, Зенитная моторизованная установка «29К» — советская боевая машина (зенитная самоходная установка (ЗСУ) корпусной артиллерии), образца 1934/35 годов, на автомобильном шасси ЯГ-10.

## История создания
Для прикрытии от нападения противника с воздуха моторизованных и механизированных формирований РККА, руководство Союза ССР в начале 1930-х годов приняло решение заменить буксируемые зенитные установки на самоходные (моторизованные).
В 1934 году конструкторское бюро (КБ) завода № 8 имени Калинина получил заказ на установку 76-мм зенитной артиллерийской системы 3К на шасси трёхосного грузового автомобиля ЯГ-10, производство которого в этот момент осваивал Ярославский автозавод, в связи с тем что проект создания СУ-8, целью которого была установка 76,2-мм пушки на шасси танка Т-28, был отменён из-за его дороговизны и многих технических недостатков базового шасси. Новой ЗСУ был присвоен индекс 29К. Одновременно АНИИ было поручено разработать подвижный ПУАЗО на шасси того же автомобиля.
В течение 1934—1936 годов работа была закончена, и завод выпустил первую партию ЗСУ в 20 единиц и получил заказ на вторую такую же партию. В августе — сентябре 1936 года испытания ЗСУ были проведены на полигоне НИАП. Первые машины поступили на вооружение частей Московского военного округа. ЗСУ 29-К принимали участие в параде на Красной площади в Москве. А первый показ моторизованных зениток состоялся на параде в Москве 1 мая 1934 года.
Предположительно, часть ЗСУ использовалась РККА в период Великой Отечественной войны для объектовой противовоздушной обороны, летом — осенью 1941 года, также их возможно привлекали и для противотанковой борьбы при обороне Москвы. Единичные экземпляры 29К были захвачены войсками нацистской Германии и их союзниками (есть фото в сети).

## Конструкция
В кузове ЯГ-10 с усиленным днищем установлена качающаяся часть 76,2-мм зенитной пушки 3К на штатной тумбе, опущенной относительно платформы на 85 мм для повышения устойчивости при стрельбе. Боковые борта заменены полукруглыми бронированными щитами, которые в боевом положении откидываются, образуя площадку для обслуживания орудия. На щитах предусмотрены места для четырёх номеров расчёта (по два на борт). В передней части кузова, за кабиной водителя, находятся два ящика с боеприпасами на 24 унитарных выстрела каждый, с подушкой сидения. Для увеличения поперечной устойчивости при стрельбе ЗСУ оборудована четырьмя откидывающимися упорами (откидными лапами).